# Notoconorbina
Notoconorbina es un género de foraminífero bentónico de la familia Conorbinidae, de la superfamilia Discorboidea, del suborden Rotaliina y del orden Rotaliida. Su especie tipo es Notoconorbina leanzai. Su rango cronoestratigráfico abarca el Cretácico inferior.

## Clasificación
Notoconorbina incluye a la siguiente especie:
- Notoconorbina leanzai †